# Policarpio Calizaya
Policarpio Calizaya, född 10 september 1962, är en friidrottare från Bolivia. Han deltog vid olympiska sommarspelen 1988.